# (1676) Kariba
(1676) Kariba – planetoida z pasa głównego asteroid okrążająca Słońce w ciągu 3 lat i 126 dni w średniej odległości 2,24 au. Została odkryta 15 czerwca 1939 roku w Union Observatory w Johannesburgu przez Cyrila Jacksona. Nazwa planetoidy pochodzi od sztucznego jeziora Kariba w Afryce. Przed nadaniem nazwy planetoida nosiła oznaczenie tymczasowe (1676) 1939 LC.